# Jürgen Koch (Badminton)
Jürgen Koch (* 8. Januar 1973 in Traun) ist ein österreichischer Badmintonspieler. Harald Koch, ebenfalls im Badminton erfolgreich, ist sein älterer Bruder.

## Sportliche Karriere
Koch gewann bei den nationalen Juniorenmeisterschaften 1989 seinen ersten Titel. Drei weitere Juniorentitel folgten 1989 und 1990. Im letztgenannten Jahr siegte er auch erstmals bei den Erwachsenen. Insgesamt gewann er bis 2010 14 Österreichische Einzel-, 12 Doppel- und 3 Mixedtitel.
1992 konnte er sich für Olympia qualifizieren. Im Einzel schied er in Runde zwei aus und wurde 17. Im Doppel mit Hannes Fuchs erreichte er die gleiche Platzierung.

## Sportliche Erfolge
| Saison | Veranstaltung                                  | Disziplin    | Sieger                       |
| ------ | ---------------------------------------------- | ------------ | ---------------------------- |
| 1989   | Österreich: Einzelmeisterschaften der Junioren | Herrendoppel | Jürgen Koch / Hannes Fuchs   |
| 1989   | Österreich: Einzelmeisterschaften der Junioren | Mixed        | Jürgen Koch / Sigrun Ploner  |
| 1990   | Österreich: Einzelmeisterschaft                | Herreneinzel | Jürgen Koch                  |
| 1990   | Österreich: Einzelmeisterschaft                | Herrendoppel | Jürgen Koch / Hannes Fuchs   |
| 1990   | Österreich: Einzelmeisterschaften der Junioren | Herreneinzel | Jürgen Koch                  |
| 1990   | Österreich: Einzelmeisterschaften der Junioren | Herrendoppel | Jürgen Koch / Manfred Stündl |
| 1990   | Österreich: Einzelmeisterschaften der Junioren | Mixed        | Jürgen Koch / Sigrun Ploner  |
| 1991   | Österreich: Einzelmeisterschaft                | Herreneinzel | Jürgen Koch                  |
| 1991   | Österreich: Einzelmeisterschaft                | Herrendoppel | Jürgen Koch / Harald Koch    |
| 1991   | Europameisterschaft der Junioren               | Herreneinzel | Jürgen Koch                  |
| 1991   | Spanien: Internationale Meisterschaften        | Herreneinzel | Jürgen Koch                  |
| 1993   | Österreich: Einzelmeisterschaft                | Herrendoppel | Jürgen Koch / Harald Koch    |
| 1994   | Kanada: Internationale Meisterschaften         | Mixed        | Jürgen Koch / Irina Serova   |
| 1994   | Slowenien: Internationale Meisterschaften      | Herreneinzel | Jürgen Koch                  |
| 1994   | Czech International                            | Mixed        | Jürgen Koch / Irina Serova   |
| 1994   | Österreich: Einzelmeisterschaft                | Herrendoppel | Jürgen Koch / Harald Koch    |
| 1995   | Österreich: Einzelmeisterschaft                | Herreneinzel | Jürgen Koch                  |
| 1995   | Hungarian International                        | Mixed        | Jürgen Koch / Irina Serova   |
| 1996   | Slovak International                           | Herrendoppel | Jürgen Koch / Harald Koch    |
| 1997   | Slovak International                           | Herrendoppel | Jürgen Koch / Harald Koch    |
| 1997   | Österreich: Einzelmeisterschaft                | Herreneinzel | Jürgen Koch                  |
| 1997   | Österreich: Einzelmeisterschaft                | Mixed        | Jürgen Koch / Irina Serova   |
| 1997   | Österreich: Einzelmeisterschaft                | Herrendoppel | Jürgen Koch / Harald Koch    |
| 1998   | Österreich: Einzelmeisterschaft                | Herreneinzel | Jürgen Koch                  |
| 1998   | Österreich: Internationale Meisterschaften     | Herreneinzel | Jürgen Koch                  |
| 1999   | Österreich: Einzelmeisterschaft                | Herrendoppel | Jürgen Koch / Harald Koch    |
| 1999   | Österreich: Einzelmeisterschaft                | Herreneinzel | Jürgen Koch                  |
| 2000   | Österreich: Einzelmeisterschaft                | Herreneinzel | Jürgen Koch                  |
| 2000   | Österreich: Einzelmeisterschaft                | Herrendoppel | Jürgen Koch / Harald Koch    |
| 2001   | Österreich: Einzelmeisterschaft                | Herreneinzel | Jürgen Koch                  |
| 2001   | Österreich: Einzelmeisterschaft                | Herrendoppel | Jürgen Koch / Harald Koch    |
| 2002   | Slowenien: Internationale Meisterschaften      | Herreneinzel | Jürgen Koch                  |
| 2002   | Österreich: Einzelmeisterschaften              | Herreneinzel | Jürgen Koch                  |
| 2002   | Österreich: Einzelmeisterschaften              | Herrendoppel | Jürgen Koch / Harald Koch    |
| 2003   | Österreich: Einzelmeisterschaften              | Herreneinzel | Jürgen Koch                  |
| 2004   | Österreich: Einzelmeisterschaften              | Herreneinzel | Jürgen Koch                  |
| 2005   | Ungarn: Internationale Meisterschaften         | Herrendoppel | Jürgen Koch / Peter Zauner   |
| 2005   | Slowakei: Internationale Meisterschaften       | Herrendoppel | Jürgen Koch / Peter Zauner   |
| 2005   | Österreich: Einzelmeisterschaften              | Herreneinzel | Jürgen Koch                  |
| 2006   | Österreich: Internationale Meisterschaften     | Herrendoppel | Jürgen Koch / Peter Zauner   |
| 2007   | Österreich: Einzelmeisterschaften              | Herreneinzel | Jürgen Koch                  |
| 2008   | Österreich: Einzelmeisterschaften              | Herreneinzel | Jürgen Koch                  |
| 2009   | Österreich: Einzelmeisterschaften              | Herrendoppel | Jürgen Koch / Peter Zauner   |
| 2009   | Österreich: Einzelmeisterschaften              | Mixed        | Jürgen Koch / Zhu Niannian   |
| 2010   | Österreich: Einzelmeisterschaften              | Herrendoppel | Jürgen Koch / Peter Zauner   |
| 2010   | Österreich: Einzelmeisterschaften              | Mixed        | Jürgen Koch / Zhu Niannian   |
| 2010   | Romanian International                         | Herrendoppel | Jürgen Koch / Peter Zauner   |
| 2011   | Österreich: Einzelmeisterschaften              | Herrendoppel | Jürgen Koch / Peter Zauner   |